# 퍼시 윌리엄스
퍼시 앨프리드 윌리엄스(Percy Alfred Williams OC, 1908년 5월 19일 ~ 1982년 11월 29일)는 캐나다의 육상 선수였으며, 1928년 암스테르담 올림픽에서 100m와 200m에서 우승했다.

## 생애
윌리엄스는 밴쿠버에서 태어나 그곳에서 죽었다. 캐나다 육상 예선들에서 많이 우승한 후, 20세의 나이로 1928년 암스테르담 올림픽에 출전하게 된다. 100m 결승전에서 좋은 시작이 그에게 우승하는 도움을 주었다. 200m에서도 또 하나의 우승을 하여, 귀국하면서 수천명의 열광한 캐나다 국민들에게 응원을 받았다. 그는 또한 400m 계주 결승전에서 실격당한 캐나다 팀의 일원이기도 하였다.
1930년 코먼웰스 게임에서 100 야드 종목을 석권하여 세계 기록을 세웠다. 이 시기에 근육 부상을 당한 윌리엄스는 1932년 로스앤젤레스 올림픽에 참가하였지만, 100m에서 준결승전에서 탈락, 400m 계주에서는 4위에 그치고 말았다. 그 후에 은퇴하고 보험회사의 대리가 되었다.
1979년에 캐나다 훈장을 수여받았다. 1977년 모친이 사망할 때까지 모친과 함께 살았던 윌리엄스는 홀로 살게 되면서, 관절염을 겪고 말았으며 권총 자살로 생애를 마쳤다.